# 789 до н. е.

## Події
- Жуни розгромили військо імператора Чжоу (Китай) Сюань-вана.

### Астрономічні явища
- 4 травня, повне сонячне затемнення.[1]
- 28 жовтня, кільцеподібне сонячне затемнення.[1]